# 五德威靈宮
五德威靈宮，或稱雞母塢威靈宮。臺灣澎湖縣馬公市廟宇，五德里角頭廟，主祀保生大帝。

## 沿革
澎湖縣馬公市五德里，舊稱「雞母塢」或「雞舞塢」，清領時期屬嵵裏澳，日治時期名稱為嵵裡澳雞母塢鄉，於戰後與山水里合併，改稱水塢里，之後又因地方自治，改名為「五德里」迄今。威靈宮在聚落邊除了設有五個營頭，還設置了七個附屬的小營頭。根據成書於乾隆32年（1767年）的《澎湖紀略》，當時已有祭祀保生大帝廟宇之紀錄。
日治時期，鸞堂信仰在澎湖地區興起。大正11年（1922年），許超然與歐積穀開辦「威化社嚴善堂」，然而太平洋戰爭時善堂活動曾經一度被禁止，後於民國40年（1951年）改名為「同化社向善堂」。民國62年（1973年）再改名為「文化社保安堂」。
此廟於大正2年（1913年）重修後，於民國35年（1946年）進行重建，又於民國56年（1967年）發起重建，於民國57年（1968年）冬天落成。然因颱風侵襲，屋頂損壞，於民國86年（1997年）再次重修。近期再起重建工程，於民國108年（2019年）十月十一日舉行入火大典。

## 圖輯

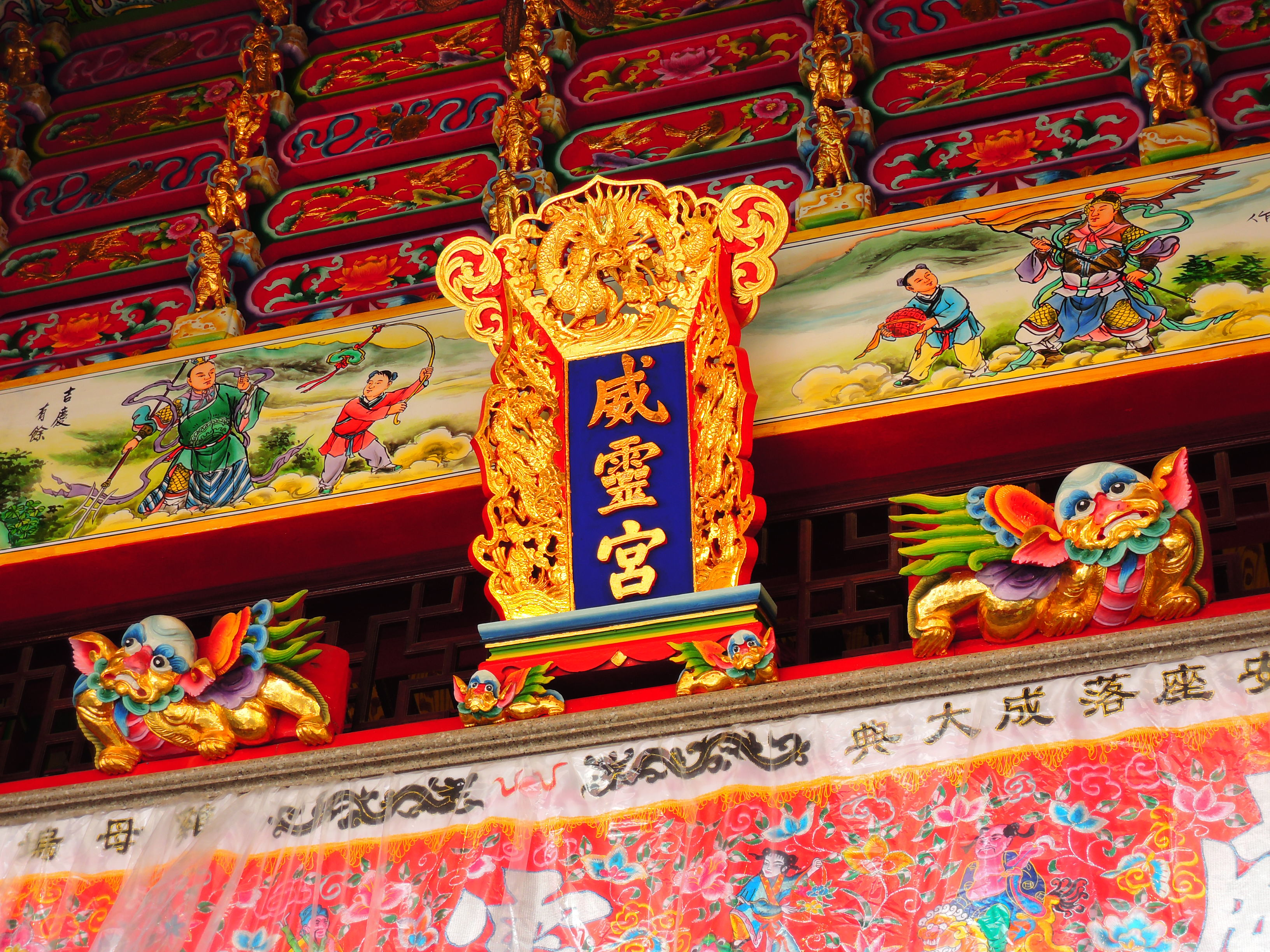
聖旨牌
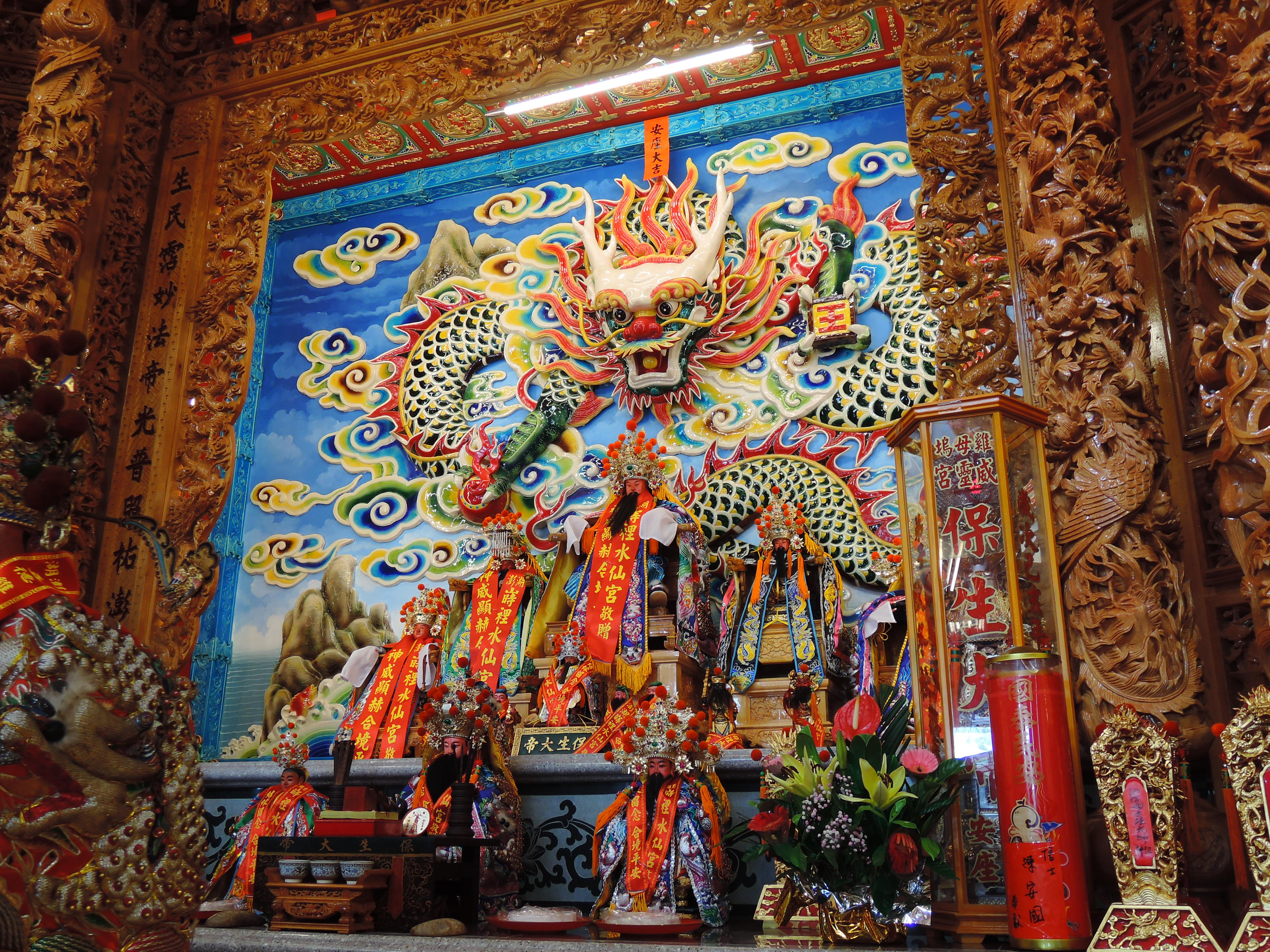
保生大帝像
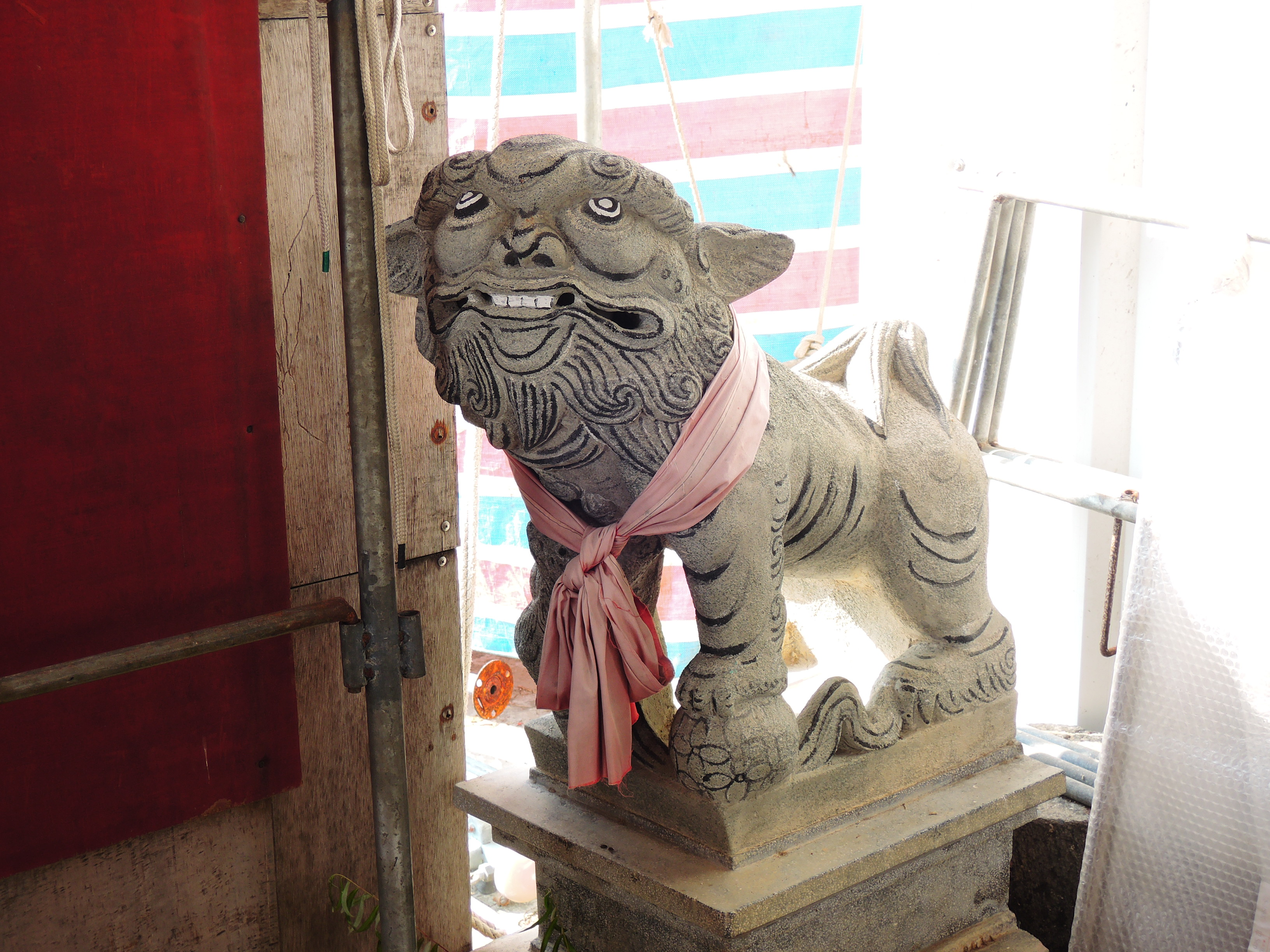
舊廟母石獅
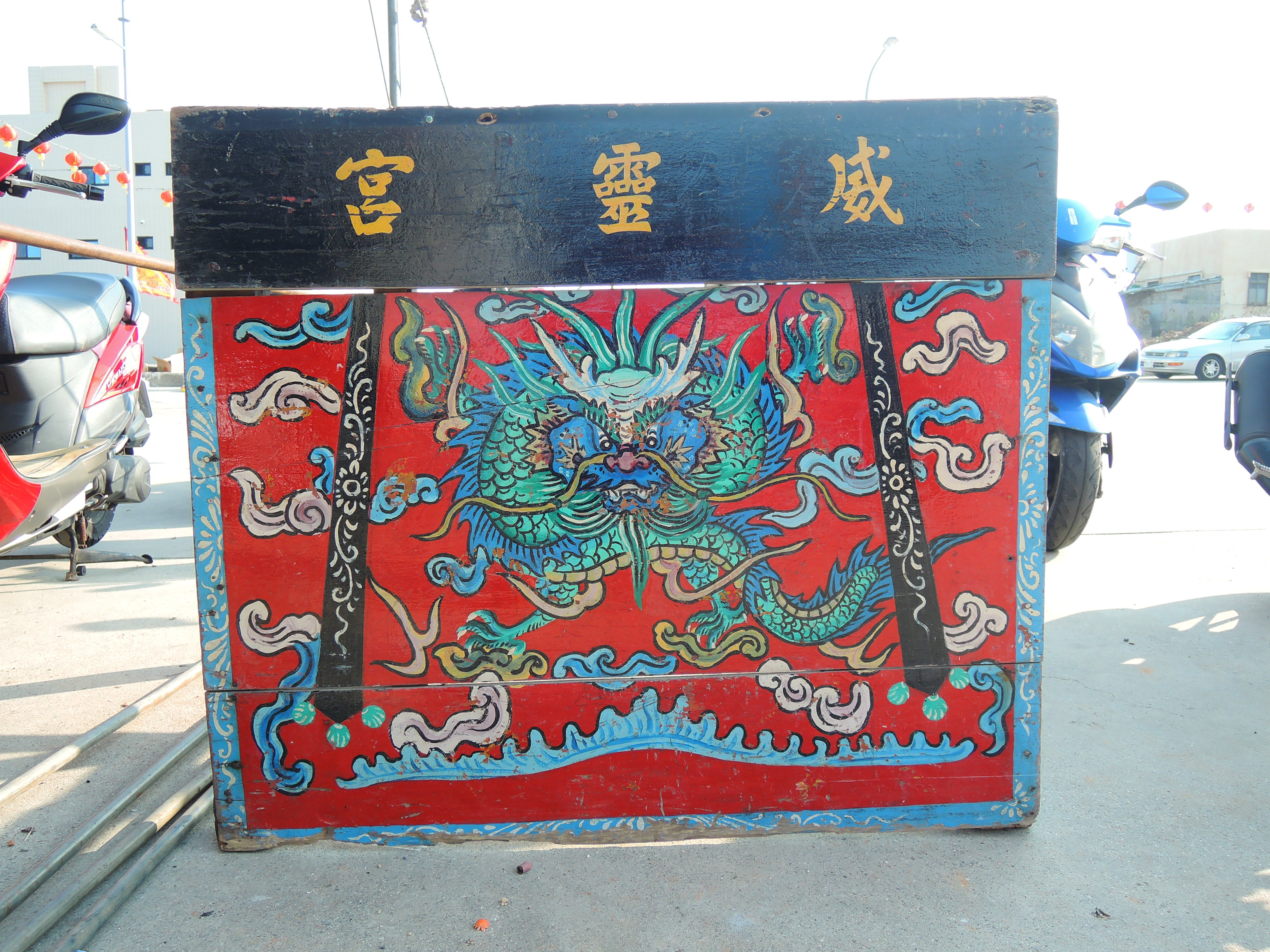
供桌神案
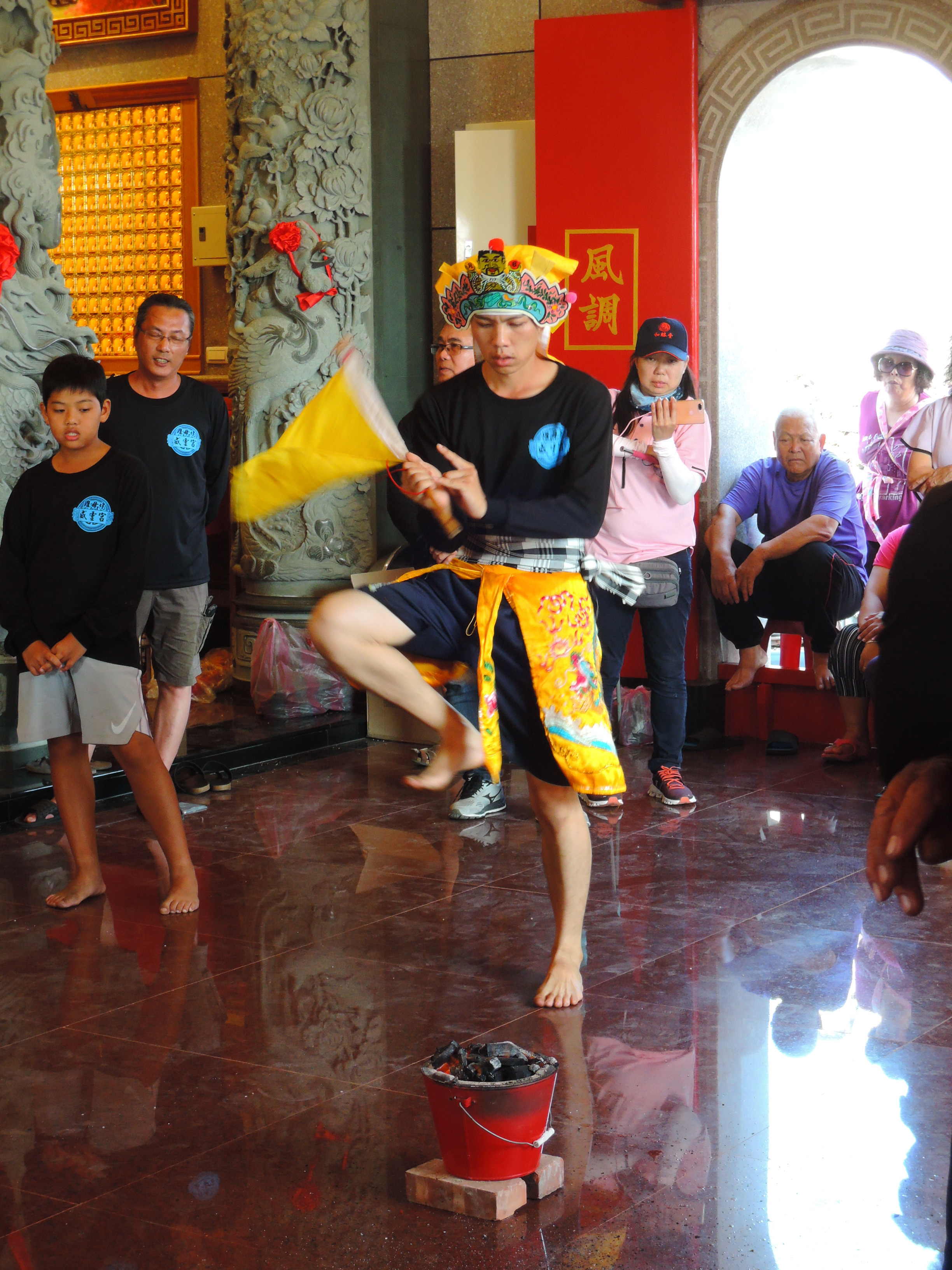
入火大典